# جورج أندرسون (مدير)
جورج أندرسون هو مدير كندي، ولد في 23 يونيو 1890 في Strichen ‏ في المملكة المتحدة، وتوفي في 30 مايو 1985.